# Lester Lane
Lester E. Lane (Purcell (Oklahoma), 6 de março de 1932 - Norman (Oklahoma), 6 de setembro de 1973) foi um basquetebolista estadunidense que integrou a Seleção Estadunidense que conquistou a Medalha de prata disputada nos XVII Jogos Olímpicos de Verão de 1960 realizados em Roma.